# 21476 Petrie
21476 Petrie è un asteroide della fascia principale. Scoperto nel 1998, presenta un'orbita caratterizzata da un semiasse maggiore pari a 2,2146092 UA e da un'eccentricità di 0,0545694, inclinata di 6,49171° rispetto all'eclittica.